# What Love Is
Chansons représentant l'Estonie au Concours Eurovision de la chanson
Storm
(2019) The Lucky One
(2021)
What Love Is est une chanson du chanteur estonien Uku Suviste sortie le 3 décembre 2019 en téléchargement numérique. La chanson aurait dû représenter l'Estonie au Concours Eurovision de la chanson 2020, à Rotterdam, aux Pays-Bas.

## À l’Eurovision
What Love Is devait représenter l'Estonie au Concours Eurovision de la chanson 2020 après avoir remporté l'Eesti Laul 2020, la sélection du pays le 29 février 2020.
La chanson aurait dû être interprétée en troisième position de l'ordre de passage de la deuxième demi-finale, le 14 mai 2020. Cependant, le 18 mars 2020, l'annulation du Concours en raison de la pandémie de Covid-19 est annoncée.